# Bradley Whitford
Bradley Whitford (10 de octubre de 1959) es un actor y productor de cine estadounidense ganador de tres Premios Primetime Emmy. Conocido por su interpretación de Josh Lyman en el drama político de televisión de NBC The West Wing (1999-2006), por el que fue nominado a tres premios Primetime Emmy consecutivos de 2001 a 2003, ganando en una ocasión. El papel le valió también, tres nominaciones consecutivas al Premio Globo de Oro. También, destacan su papel como Marcy en Transparent (2015) y el comandante Joseph Lawrence en el drama distópico, The Handmaid's Tale (2018-2025).

## Biografía
Whitford nació en Madison, Wisconsin, hijo de Genevieve Louie (de soltera Smith; 1915-2011) y George Van Norman Whitford (1915-1999). Entre los tres y los catorce años, vivió en Wayne, Pensilvania y residió posteriormente en Chestnut Hill, Filadelfia. Whitford se graduó de la escuela secundaria Madison East en 1977.  Whitford se graduó en Inglés y Teatro en la Wesleyan University y después se licenció en artes en la The Juilliard School.

## Carrera

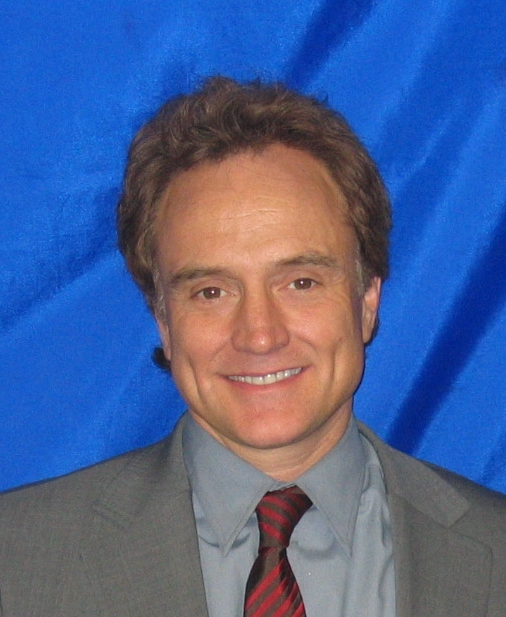
Whitford en 2006.

Whitford es conocido por su papel de Josh Lyman en la serie de la NBC El Ala Oeste de la Casa Blanca, estando desde la premier del programa en 1999. Por su trabajo en esta serie obtuvo el Emmy en 2001 por mejor actor secundario en una serie dramática. Whitford escribió dos episodios de la serie ("Faith Based Initiative" en la sexta temporada y "Internal Displacement" en la séptima). Así mismo, interpretó el personaje de Danny Tripp en la Serie Studio 60 on the Sunset Strip. Aquí jugó el papel de un productor de un ficticio programa televisivo de sketches. A pesar de contar con el guion de Aaron Sorkin y unas excelentes críticas fue cancelada tras su primera temporada, debido a unos pobres índices de audiencia. Ha aparecido esporádicamente en series como Urgencias y Expediente X y en películas como Un mundo perfecto y Philadelphia.

## Vida privada
Whitford estuvo casado con la actriz Jane Kaczmarek (en junio de 2009 presentaron los papeles del divorcio), más conocida por su rol de Lois en Malcolm in the Middle. Vivían en San Marino, California junto a sus tres hijos, Frances, George, y Mary Louisa. Whitford y Kaczmarek manejan la fundación The Clothes Off Our Back Foundation, una organización internacional que organiza subastas de caridad con cosas de celebridades. Los objetos son puestos en una subasta pública cuya ganancia es distribuida para los niños necesitados. También apoyan de forma pública a Heifer International.

## Filmografía

### Cine
| Año  | Título                                                        | Personaje                              | Notas                         |
| ---- | ------------------------------------------------------------- | -------------------------------------- | ----------------------------- |
| 1986 | Dead as a Doorman                                             | Terry Reilly                           |                               |
| 1987 | Adventures in Babysitting (Aventuras en la gran ciudad [Esp]) | Mike Todwell                           |                               |
| 1987 | Revenge of the Nerds II: Nerds in Paradise                    | Roger Latimer                          |                               |
| 1990 | Vital Signs                                                   | Dr. Donald Ballentine                  |                               |
| 1990 | Presumed Innocent                                             | Jamie Kemp                             |                               |
| 1990 | Young Guns II                                                 | Charles Phalen                         | Acreditado como Brad Whitford |
| 1990 | Awakenings                                                    | Dr. Tyler                              |                               |
| 1992 | Scent of a Woman                                              | Randy Slade                            |                               |
| 1993 | RoboCop 3                                                     | Jeffrey Fleck                          |                               |
| 1993 | My Life                                                       | Paul Ivanovich                         |                               |
| 1993 | A Perfect World (Un mundo perfecto [Esp])                     | Agente del FBI Bobby Lee               |                               |
| 1993 | Philadelphia                                                  | Jamey Collins                          |                               |
| 1994 | The Client (El cliente [Esp])                                 | Fiscal de distrito adjunto Thomas Fink |                               |
| 1994 | Cobb                                                          | Servidor de procesos                   |                               |
| 1995 | Billy Madison                                                 | Eric Gordon                            |                               |
| 1995 | The Desperate Trail                                           | Tommy Donnelly                         |                               |
| 1996 | My Fellow Americans                                           | Jefe de personal Carl Witnaur          |                               |
| 1996 | Wildly Available                                              | Profesor                               |                               |
| 1997 | Masterminds                                                   | Miles Lawrence                         | Acreditado como Brad Whitford |
| 1997 | Red Corner (El laberinto rojo [Esp])                          | Bob Ghery                              |                               |
| 1997 | The People                                                    | Michael Leary                          |                               |
| 1999 | The Muse                                                      | Hal                                    |                               |
| 1999 | Bicentennial Man (El hombre bicentenario [Esp])               | Lloyd Charney                          |                               |
| 2001 | Kate & Leopold (Kate y Leopold [Esp])                         | J.J. Camden                            |                               |
| 2005 | The Sisterhood of the Traveling Pants                         | Al Lowell                              |                               |
| 2005 | Little Manhattan                                              | Adam Burton                            |                               |
| 2007 | An American Crime                                             | Fiscal Leroy K. New                    |                               |
| 2008 | Bottle Shock                                                  | Profesor Saunders                      |                               |
| 2012 | The Cabin in the Woods                                        | Steve Hadley                           |                               |
| 2013 | Savannah                                                      | Jack Cay                               |                               |
| 2013 | Decoding Annie Parker                                         | Marshall Parker                        |                               |
| 2013 | CBGB                                                          | Nicky Gant                             |                               |
| 2013 | Saving Mr. Banks                                              | Don DaGradi                            |                               |
| 2013 | Agent Carter                                                  | Agente de SSR John Flynn               | Corto                         |
| 2015 | I Saw the Light                                               | Fred Rose                              |                               |
| 2016 | Other People                                                  | Norman Mulcahey                        |                               |
| 2017 | Get Out                                                       | Dean Armitage                          |                               |
| 2017 | A Happening of Monumental Proportions                         | Arthur Schneedy                        |                               |
| 2017 | Megan Leavey                                                  | Bob Leavey                             |                               |
| 2017 | Unicorn Store                                                 | Gene                                   |                               |
| 2017 | Three Christs                                                 | Clyde                                  |                               |
| 2017 | The Post                                                      | Arthur Parsons                         |                               |
| 2018 | The Darkest Minds (Mentes poderosas [Esp])                    | Presidente Gray                        |                               |
| 2018 | Destroyer                                                     | Dennis DiFranco                        |                               |
| 2019 | Phil                                                          | Michael Fisk                           |                               |
| 2019 | Godzilla: King of the Monsters                                | Dr. Rick Stanton                       |                               |
| 2019 | The Last Full Measure                                         | Carlton Stanton                        |                               |
| 2020 | Sergio                                                        | Paul Bremer                            |                               |
| 2020 | The Call of the Wild                                          | Judge Miller                           |                               |
| 2020 | Songbird                                                      | William Griffin                        |                               |
| 2021 | How It Ends                                                   | Kenny                                  |                               |
| 2021 | Not Going Quietly                                             | N/A                                    | Productor ejecutivo           |
| 2021 | Tick, Tick... Boom!                                           | Stephen Sondheim                       | Posproducción                 |
| TBA  | Rosaline                                                      |                                        | Se está filmando              |

### Televisión
| Año           | Título                                          | Personaje                      | Notas                                                                        |
| ------------- | ----------------------------------------------- | ------------------------------ | ---------------------------------------------------------------------------- |
| 1985          | The Equalizer                                   | Dillart                        | Episodio: "The Children's Song"                                              |
| 1985–1987     | All My Children                                 | Jason                          | Recurrente                                                                   |
| 1986          | C.A.T. Squad                                    | Leon Trepper                   | Película de televisión                                                       |
| 1987          | The Betty Ford Story                            | Jack Ford                      | Película de televisión                                                       |
| 1988          | Guiding Light                                   | Dr. Jones                      | 2 Episodios                                                                  |
| 1988          | Tales from the Darkside                         | Tom Dash                       | Episodio: "The Deal"                                                         |
| 1993          | Black Tie Affair                                | Dave Brodsky                   | Personaje principal                                                          |
| 1994          | NYPD Blue                                       | Norman Gardner                 | 4 Episodios                                                                  |
| 1994          | Ellen                                           | Doug                           | Episodio: "The Fix-Up"                                                       |
| 1994          | The X-Files                                     | Daniel Trepkos                 | Episodio: "Firewalker"                                                       |
| 1994          | Web of Deception                                | Larry Lake                     | Película de televisión                                                       |
| 1995          | ER                                              | Sean O'Brien                   | 2 Episodios                                                                  |
| 1995          | Nothing But the Truth                           | Teniente Thomas 'Mac' McCarthy | Película de televisión                                                       |
| 1996          | Touched by an Angel                             | Steven Thomas Bell             | Episodio: "Out of the Darkness                                               |
| 1997          | Tracey Takes On...                              | Nik                            | Episodio: "Vegas"                                                            |
| 1997          | In the Line of Duty: Blaze of Glory             | Tom LaSalle                    | Película de televisión                                                       |
| 1997          | Cloned                                          | Rick Weston                    | Película de televisión                                                       |
| 1997          | High Incident                                   | Deputy Carl Engler             | Episodio: "Black & Blue"                                                     |
| 1998          | The Secret Lives of Men                         | Phil                           | Personaje principal                                                          |
| 1999–2006     | The West Wing                                   | Josh Lyman                     | Personaje principal                                                          |
| 1999          | Felicity                                        | Tom Anderson                   | No acreditado. Episodio: "Happy Birthday"                                    |
| 1999          | Behind the Mask                                 | Brian Shushan                  | Película de televisión. Acreditado como Brad Whitford                        |
| 1999          | The Sky's On Fire                               | John Morgan                    | Película de televisión                                                       |
| 2002          | Malcolm in the Middle                           | Esposo de Meg                  | Episodio: "Company Picnic: Part 2"                                           |
| 2002          | Frasier                                         | Stu                            | Voz. Episodio: "Kissing Cousin"                                              |
| 2005          | Fathers and Sons                                | Anthony                        | Película de televisión                                                       |
| 2006–2007     | Studio 60 on the Sunset Strip                   | Danny Tripp                    | Personaje principal                                                          |
| 2008          | Burn Up                                         | James Mackintosh               | 2 Episodios                                                                  |
| 2009          | Monk                                            | Dean Berry                     | Episodio: "Mr. Monk on Wheels"                                               |
| 2009          | Off Duty                                        | Detective Glenn Falcon         | Película de televisión. También productor                                    |
| 2010          | The Sarah Silverman Program                     | Toby Grossnickel               | Episodio: "Nightmayor"                                                       |
| 2010          | The Good Guys                                   | Detective Dan Stark            | Personaje principal. También productor                                       |
| 2010          | Glenn Martin, DDS                               | "Gonzo" Gonzales               | Voz. Episodio: "Camp"                                                        |
| 2011          | In Plain Sight                                  | Adam Wilson / Adam Roston      | Episodio: "Crazy Like a Witness"                                             |
| 2011          | Law & Order: LA                                 | Fiscal Miklin                  | Episodio: "Big Rock Mesa"                                                    |
| 2011          | The Mentalist (El mentalista [Esp])             | Timothy Carter                 | 2 Episodios                                                                  |
| 2011          | Have a Little Faith                             | Mitch Albom                    | Película de televisión                                                       |
| 2012          | Parks and Recreation                            | Concejal Pillner               | Episodio: "Live Ammo"                                                        |
| 2012          | The Asset                                       | Leo Maxiell                    | Película de televisión                                                       |
| 2013          | Shameless                                       | Abraham Paige                  | 2 Episodios                                                                  |
| 2013          | Go On                                           | Huey                           | Episodio: "Ring and a Miss"                                                  |
| 2013          | Lauren                                          | Paul Milgram                   | Recurrente. 6 Episodios                                                      |
| 2013          | Drunk History                                   | William Jennings Bryan         | Episodio: "Nashville"                                                        |
| 2013–2014     | Trophy Wife                                     | Pete Harrison                  | Personaje principal                                                          |
| 2014          | Law & Order: Special Victims Unit               | Frank Maddox                   | Episodio: "Reasonable Doubt"                                                 |
| 2014–2019     | Transparent                                     | Marcy / Magnus Hirschfeld      | Recurrente. 8 Episodios                                                      |
| 2014          | Alpha House                                     | Senador Ned                    | Episodio: "The Retreat"                                                      |
| 2015–2020     | Brooklyn Nine-Nine                              | Capitán Roger Peralta          | 4 Episodios                                                                  |
| 2015          | Happyish                                        | Jonathan Cooke                 | Personaje principal                                                          |
| 2016          | All the Way                                     | Hubert Humphrey                | Película de televisión                                                       |
| 2016          | Better Things                                   | Gary                           | Episodio: "Sam/Pilot"                                                        |
| 2017, 2019    | Mom                                             | Mitch                          | 2 Episodios                                                                  |
| 2017          | Chicago Justice                                 | Albert Forest                  | Episodio: "Fake"                                                             |
| 2017–2019     | Tangled: The Series                             | Rey Trevor                     | Voz. 3 Episodios                                                             |
| 2018–presente | The Handmaid's Tale                             | Comandante Joseph Lawrence     | Personaje principal                                                          |
| 2019          | Valley of the Boom                              | James L. Barksdale             | Miniserie                                                                    |
| 2019          | Flack                                           | Calvin Cooper                  | Episodio: "Calvin"                                                           |
| 2019–2020     | Infinity Train                                  | Agente Sieve                   | Voz. 5 Episodios                                                             |
| 2019–2020     | Perfect Harmony                                 | Arthur Cochran                 | Personaje principal. También productor ejecutivo                             |
| 2020          | A West Wing Special to Benefit When We All Vote | Josh Lyman                     | Recreación de "Hartsfield's Landing"                                         |
| 2020          | American Dad!                                   |                                | Voz. Episodio: "Yule. Tide. Repeat."                                         |
| 2021          | Jurassic World Camp Cretaceous                  | Mitch                          | Voz. 5 Episodios                                                             |
| 2021          | What If...?                                     | Coronel John Flynn             | Voz. Invitado. Episodio: "What If... Captain Carter Were the First Avenger?" |
| 2022-2023     | Echo 3                                          | Eric Hass                      | Miniserie                                                                    |

## Premios y nominaciones
| Premios Globo de Oro | Premios Globo de Oro                                   | Premios Globo de Oro | Premios Globo de Oro |
| Año                  | Categoría                                              | Trabajo nominado     | Resultado            |
| -------------------- | ------------------------------------------------------ | -------------------- | -------------------- |
| 2001                 | Mejor actor de reparto de serie, miniserie o telefilme | The West Wing        | Nominado             |
| 2002                 | Mejor actor de reparto de serie, miniserie o telefilme | The West Wing        | Nominado             |
| 2003                 | Mejor actor de reparto de serie, miniserie o telefilme | The West Wing        | Nominado             |

| Premios Primetime Emmy | Premios Primetime Emmy                   | Premios Primetime Emmy | Premios Primetime Emmy |
| Año                    | Categoría                                | Trabajo nominado       | Resultado              |
| ---------------------- | ---------------------------------------- | ---------------------- | ---------------------- |
| 2001                   | Mejor actor de reparto - Serie dramática | The West Wing          | Ganador                |
| 2002                   | Mejor actor de reparto - Serie dramática | The West Wing          | Nominado               |
| 2003                   | Mejor actor de reparto - Serie dramática | The West Wing          | Nominado               |
| 2015                   | Mejor actor invitado - Serie de comedia  | Transparent            | Ganador                |
| 2016                   | Mejor actor invitado - Serie de comedia  | Transparent            | Nominado               |
| 2019                   | Mejor actor invitado - Serie dramática   | El cuento de la criada | Ganador                |
| 2020                   | Mejor actor de reparto - Serie dramática | El cuento de la criada | Nominado               |

| Premios del Sindicato de Actores | Premios del Sindicato de Actores | Premios del Sindicato de Actores | Premios del Sindicato de Actores |
| Año                              | Categoría                        | Trabajo nominado                 | Resultado                        |
| -------------------------------- | -------------------------------- | -------------------------------- | -------------------------------- |
| 2001                             | Mejor reparto - Serie dramática  | The West Wing                    | Ganador                          |
| 2002                             | Mejor reparto - Serie dramática  | The West Wing                    | Ganador                          |
| 2003                             | Mejor reparto - Serie dramática  | The West Wing                    | Nominado                         |
| 2004                             | Mejor reparto - Serie dramática  | The West Wing                    | Nominado                         |
| 2005                             | Mejor reparto - Serie dramática  | The West Wing                    | Nominado                         |
| 2006                             | Mejor reparto - Serie dramática  | The West Wing                    | Nominado                         |